# Nannopeltis
Nannopeltis – wymarły rodzaj trylobitów z rzędu Corynexochida i rodziny Ceratopygidae. Żył w ordowiku.
Takson monotypowy. Rodzaj ten wprowadzony został w 1957 roku przez Horacia Harringtona i Armanda Leanzę dla pojedynczego gatunku opisanego w 1938 przez Harringtona jako Hystrolenus modestus. Opisów dokonano na podstawie skamieniałości pochodzących z pięter górnego tremadoku i arenigu, odnalezionych na terenie Argentyny. Autorzy nie przyporządkowali rodzaju do żadnej z rodzin, natomiast wśród Ceratopygidae umieszcza go katalog Jella i Adraina z 2003.
Trylobit ten miał bardzo małe, szersze niż dłuższe cranidium. Wydłużona, duża, umiarkowanie wypukła, zaokrąglona z przodu i nieco ku tyłowi zwężona glabella miała cztery pary bruzd bocznych, przerwaną pośrodku bruzdę potyliczną, a jej szerokość wynosiła około ¾ jej długości. Pierścień potyliczny był wąski i pośrodku zakrzywiony ku tyłowi, nieco węższy od obniżonego i wyposażonego w listewkę pośrodkową pola preglabellarnego. Duże oczy osadzone były w tylnej połowie głowie, w pobliżu glabelli. Szew twarzowy miał przed oczami przednie ramiona rozbieżne, a ramiona tylne wygięte. Fixigenae miały półokrągłe pola palpebralne z listewkami ocznymi.